# سفارت اتریش در واشینگتن
سفارت اتریش در واشینگتن (به انگلیسی: Embassy of Austria) یک منطقهٔ مسکونی و نمایندگی سیاسی این کشور در ایالات متحده آمریکا است که در واشینگتن، دی.سی. واقع شده‌است.